# Общак
«Обща́к» («воровская касса», «котёл») — на уголовном жаргоне фонд взаимопомощи в среде преступного сообщества. Существуют две разновидности «общака» — в местах лишения свободы и вне мест лишения свободы. По «воровским законам» взносы в «общак» должны быть добровольными, хотя на практике это требование не всегда выполняется.
«Общак» находится под контролем авторитетного преступного лидера, пользующегося доверием преступников («вор в законе», «положенец» или «смотрящий»). Нарушения правил сбора, хранения и использования общака строго наказываются. Формирование «общаков» началось до начала XX века.

## В местах лишения свободы
В местах лишения свободы общак состоит из денег, продуктов питания, сигарет, чая, вещей. Пополняется за счёт передач и средств регионального общака. Средства «общака» используются для подкупа администрации, оказания поддержки заключённым, находящимся в трудном положении, или их семьям. Рассчитывать на помощь могут лишь определённые категории заключённых («блатные»). Заключённые из категории «козлов» или «опущенных» могут создать собственные «общаки».

## Вне мест лишения свободы
«Общак» за пределами мест лишения свободы формируется за счёт доходов от преступной деятельности: взносы профессиональных преступников, рэкет (часто под видом защиты — «крышевание»), вознаграждение за помощь в разрешении споров между предпринимателями. Используется для организации новых преступлений, подкупа чиновников и сотрудников правоохранительных органов, материальной поддержки заключённых в местах лишения свободы («пацанов на зоне греть»).
В некоторых группировках каждый участник должен был ежемесячно сдавать в общак деньги, либо его записывали в «чёрную книгу», таким образом долг копился, потом выбивался силой или списывался за выполнение важного поручения, к примеру, в 1990-е годы каждый рядовой бандит нижнекамской группировки «Мамшовские», помимо десятой части от похищенного, должен был ежемесячно сдавать в общак $100. В приговоре суда общак этих ярких представителей преступности Нижнекамска описывался следующим образом:

Внутри банды «Мамшовские» Мамшов А. Г. организовал систему преступного «общака», представляющую собой выведенное из-под государственного контроля целенаправленное денежное накопление средств от легального и нелегального источников дохода для содержания устойчивой вооружённой группы и осуществления её преступной деятельности. Часть средств указанного «общака» Мамшов А. Г. в указанный период времени направил на приобретение оружия для совершения преступлений в интересах руководимой им банды, а также для обеспечения безопасности от нападений противоборствующих группировок. «Общак» собирался на нужды группировки, например, на адвокатов, на взятки в правоохранительные органы, на материальную помощь членам группировки, отбывающим наказание в местах лишения свободы. Каждый член группировки обязан был сдавать деньги в «общак», в противном случае его наказывали, либо избивали, либо «отшивали», то есть изгоняли, при этом могли забрать имущество. В группировке было «общаковское» оружие. — Дело № 2-9/2014 год, Верховный Суд Республики Татарстан